# Schisma

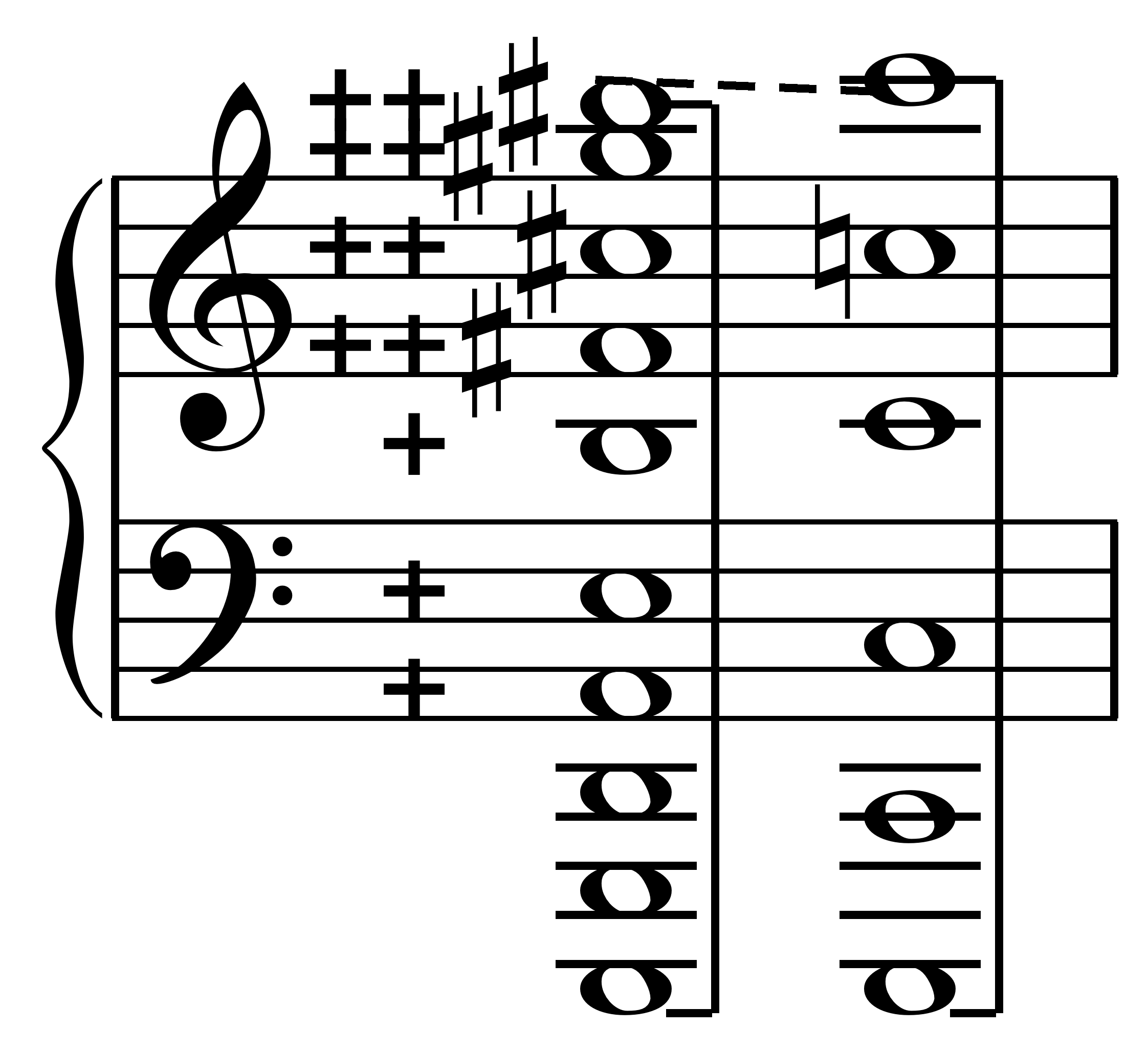
El Schisma, la diferència entre 8 quintes justes més 1 tercera major i 5 octaves.

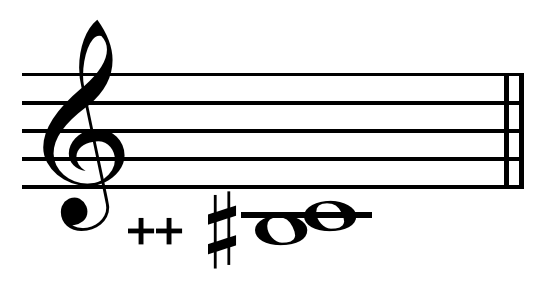
Schisma en do. Observeu que la nota inferior en el pentagrama (si#++) és més aguda que el do♮.

El schisma és un petit interval musical que apareix (entre d'altres, amb algunes variants) en el sistema temperat com a resultat de la comparació de la quinta temperada i la quinta justa. És una coma, i està entre una coma pitagòrica (531,441: 524,288) i una coma sintònica (81:80); és igual a 32,805: 32,768. La seva dimensió és d'1,9537 cents.
El schisma té el seu origen en la repartició de la coma pitagòrica entre les dotze quintes del cercle, amb l'objectiu de "temperar" aquestes quintes i aconseguir que el cercle es tanqui, evitant la quinta del llop per dissolució de la seva diferència respecte de les altres quintes.

## Característiques
La mesura exacta del schisma és d'una dotzena part de la coma pitagòrica, i així els 24 cents de la coma pitagòrica resulten en un schisma de 24/12 = 2 cents. L'expressió matemàtica del schisma és:
{\displaystyle {\sqrt[{12}]{\frac {({\frac {3}{2}})^{12}}{2^{7}}}}}
Obeeix a la divisió en dotze parts, mitjançant l'arrel dotzena, de la coma pitagòrica resultant de la diferència entre dotze quintes justes de 3/2, i 7/8.
La reduïda dimensió del schisma produeix, per interferència, uns impulsos acceptablement lents entre les quintes temperada i pitagòrica, si bé la velocitat dels impulsos depèn de l'octava que es consideri, de tal manera que en cada octava que s'ascendeix cap a l'agut, la velocitat d'aquests impulsos és doble. Prenent com a referència un la de 440 Hz, la quinta justa ens porta a un mi de 660 Hz, i la cinquena temperada a un mi que és un schisma més baix, a 659,26 Hz. La velocitat dels impulsos s'obté de la diferència entre les dues freqüències que s'han calculat per al mi, i el resultat és aproximadament de 0,74 Hz; o sigui, tres impulsos cada quatre segons.
Els impulsos lents que produeix el schisma justifiquen la qualificació usual de "bones" o "molt bones" per a les quintes temperades. Altres intervals pitagòrics resulten lleugerament suavitzats per efecte del schisma a causa de la seva acumulació en l'encadenament de quintes que s'utilitza per formar aquest interval. Per exemple, la tercera major temperada és quatre schismes menor que el diton pitagòric, format per quatre quintes justes. Igualment, la tercera menor temperada és tres schismes més gran que la pitagòrica, ja que està composta de tres quintes.